# 133-тя фортечна дивізія (Третій Рейх)
133-тя фортечна дивізія (Третій Рейх) (нім. 133. Festungs-Division) — особлива піхотна дивізія Вермахту за часів Другої світової війни, на яку покладалися завдання оборони найбільш важливих районів та об'єктів. Капітулювала британським військам у квітні 1945 року.

## Історія
133-тя фортечна дивізія сформована 21 січня 1944 року шляхом розгортання фортечної бригади «Крит» (нім. Festungs-Brigade Kreta) й підкорялась командуванню фортеці «Крит», відповідальне за оборону грецького острову. У жовтні 1944 року 212-й танковий батальйон був перекинутий на материк, де взяв участь у боях спочатку в Греції та Югославії, а згодом на півночі Італії.
У квітні 1945 року формування здалось британським військам.

## Командування

### Командири
- оберст Крістіан Віттштатт (нім. Christian Wittstatt) (1 лютого — 15 березня 1944);
- генерал-майор, доктор юриспруденції, з 1 квітня 1944 року генерал-лейтенант Ернст Клепп (нім. Ernst Klepp) (15 березня — 9 жовтня 1944);
- оберст, з 1 грудня 1944 генерал-майор Георг Бентак (нім. Georg Benthack) (9 жовтня 1944 — квітень 1945).

### Підпорядкованість
| Час     | Корпус | Армія           | Група армій (округ) | Штаб |
| ------- | ------ | --------------- | ------------------- | ---- |
| 1944    |        |                 |                     |      |
| травень |        | Група армій «E» | Група армій «F»     | Крит |
| 1945    |        |                 |                     |      |
| січень  | XXX ак | Група армій «E» | Група армій «F»     | Крит |

### Склад
| Листопад 1939                      |
| ---------------------------------- |
| 212-й танковий батальйон           |
| 733-й гренадерський полк           |
| 746-й гренадерський полк           |
| 619-й артилерійський полк          |
| 133-й об'єднаний дивізійний відділ |